# Rafael López Espí
Rafael López Espí (Barcelona, 1937) és un autor de còmic i il·lustrador català. Va adquirir gran popularitat gràcies a les seves portades dels còmics de superherois de Marvel, publicats per primer cop a Espanya als anys 1960 i 1970 per Ediciones Vértice.
López Espí va arribar a realitzar més de 2.000 portades de superherois per a Vértice, editorial a la qual s'hi va incorporar per ajudar al seu amic Enrich. Aquestes portades són especialment recordades pels fans de Marvel perquè fou el primer cop que els lectors van poder veure als superherois en color, ja que les pàgines interiors dels còmics eren reproduïdes en blanc i negre.
El 2022 les editorials Dolmen i Diábolo van reivindicar el llegat artístic de López Espí amb la publicació de diversos llibres que recollien les millors portades del dibuixant, tant de superherois com de gènere de terror.

## Biografia

### Inicis professionals
De formació autodidacta, Rafael López Espí va començar la seva carrera professional el 1953, dibuixant portades i còmics bèl·lics per a les Editorial Símbolo o Disco; les sèries La Atlántida i Los tambores del Bruc per al diari Solidaridad Nacional i retrats per a la Prensa. L'any següent va començar a col·laborar en la sèrie de l'oest Kit Colt juntament amb Josep Toutain, que encara no havia creat l'agència Selecciones Ilustradas. Fora d'Espanya, Rafael López publicà altres sèries com Korak, Don Starr, Rex Raven, Billy McGregor, Riffle o The Nwe Xèrif. Una vegada fundada l'agència SI de Toutain, va continuar desenvolupant més historietes bèl·liques per al mercat internacional, generalment de temàtica romàntica o d'aviació per a revistes. Els seus còmic foren publicats a revistes com Air Ace, Battle, Roxy, Marilyn i Valentine de l'editorial britànica Fleetway. Així mateix, va treballar també a través de l'agència Bardon Art.
Després de complir el servei militar en 1964, va col·laborar amb Edicions Toray (Sioux, Robot 76) i Edicions Galaor (Lawrence de Arabia).

### L'època deVértice(1966-1984)
El 1966 es va incorporar a Ediciones Vértice a través d'Enric Torres-Prat (Enrich) i durant els setze anys que va romandre a la mateixa i a la seva successora Surco va realitzar centenars de portades basades en els originals de Marvel Comics. El mètode de treball de Vértice era molt rudimentari, ja que tant Enrich com López Espí només rebien fotocòpies en blanc i negre de la primera pàgina del còmic com a base a partir de la qual realitzar la portada. Aquest fet donava un gran marge de maniobra a l'autor per a realitzar la il·lustració. No obstant, aquest mètode també va conduir a greus errors en els colors. Per exemple, el Doctor Doom, malfactor que es caracteritza per la seva màscara de ferro i capa verda, fou colorejat per Enrich i López Espí amb la màscara dorada i la capa de color vermell. Aquest tipus d'error només es va poder corregir, després que Espí exigís a Véritice material en color per tal de disposar de referències bones i correctes.
L'objectiu de López Espí en les seves portades de Marvel era d'aconseguir un efecte i un contrast amb els colors per tal que es veiessin de ben lluny i destaquessin entre la multitud de revistes dels quioscos i lliberies. Amb el temps, va anar aplicant també la regla publicitària de fer destacar al protagonista, dibuixat-lo sovint en primer plà, per tal que el lector pogués gaurdir al màxim del seu superheroi preferit.
La tècnica sovint emprada per a les portades fou sobretot el guaix, acompanyat d'aquarel·la. Pel seu minimalisme i ús del color, algunes de les portades de López Espí han sigut qualificades de pop art.
Per a Vértice, López Espí també va realitzar una nova història del còmic Mytek, amb guió de Fernando Manuel Sesén, per tal de suplir la falta de material original. Per Cropan, el 1975 López Espí es va encarregar del dibuix sencer de la col·lecció de cromos Marvel, formada per 80 cromos. Segons paules dell propi López Espí, no fou fins a la realització d'aquesta col·lecció que va poder descobrir els colors correctes dels uniformes de certs superherois.

### Últims anys
Després del tancament de Surco, Rafael López Espi s'ha dedicat a la realització de cobertes de llibres per a editorials alemanyes, il·lustracions per a joguines (Masters of the Univers, Exín i Borrás) i publicitat, a més de treballar des de 1989 com a fondista en l'empresa de dibuixos animats Acció.
Entre 1992 i 1993 va realitzar també tres historietes de Conny per encàrrec de l'agència Dalger Press, que es van publicar a la revista sueca Min Häst.
En el nou segle, edita el fanzine FansFun Magazine, serialitzant en ella una nova sèrie titulada Extrahumans.
El 2022, la publicació gairebé simultània de diversos llibres sobre l'obra de López Espí van rescatar el llegat del dibuixant. Per una banda, l'editorial Diábolo va llançar al mercat el llibre Rafael López Espí. El arte del terror, un recull de les portades d'Espí realitzades per a novel·les de terror i revistes de còmics com Fantom, Espectros, Escalofrío o Vampus. Per altra banda, l'editorial Dolmen va publicar Las Portadas Marvel de Vértice, un recull en tres volums de les millors portades dels còmics de Marvel publicats a Espanya per l'editorial Vértice. Els autors d'aquestes portades foren Enrich i López Espí.

## Premis
- Premi AACE 2013 en reconeixement de tota una carrera professional en el món del còmic.[10]